# العبودية في أستراليا
وُجدت العبودية في أستراليا بأشكال مختلفة منذ الاستعمار في عام 1788 وحتى يومنا هذا. اعتمدت المستوطنات الأوروبية بشكل كبير على المحكومين المُرحّلين إلى أستراليا عقابًا لهم على جرائمهم وأُجبروا على العمل وبيعوا غالبًا إلى المستوطنين الأحرار. أُجبر العديد من الأستراليين الأصليين أيضًا على أشكال مختلفة من العبودية والعمل الإجباري من قبل الاستعمار واستمر ذلك الأمر بالنسبة لبعض الأستراليين الأصليين حتى سبعينيات القرن العشرين. كان العمال يُستوردون أيضًا من جزر المحيط الهادئ، وأفريقيا، والهند، وبنغلاديش، والصين واليابان؛ ويعملون في درجات مختلفة من العبودية والعمل الإجباري.
كان يُمارس استعباد شاتيل، الذي يعامل فيه الناس بمثابة ملكيات خاصة لمالكيهم، على الرغم من وجود قوانين مناهضة له. تشمل أكثر الحالات تطرفًا ما يسمى بلاكبيردينغ (اختطاف الناس وجعلهم يعملون بأجور قليلة أو يكونون عبيدًا) لسكان المحيط الهادئ، الذين كانوا يُختطفون أو يُجندون غالبًا بالإكراه من جزرهم الأصلية ويُجبرون على العمل في كوينزلاند. تباينت أشكال الحماية القانونية ولم تُنفذ في بعض الأحيان، لا سيما مع العمال الذين كانوا يُجبرون على العمل لدى أصحاب العمل ولا يأخذون أجورهم في أغلب الأحيان.
خضعت أستراليا لقانون تجارة الرقيق لعام 1807، إلى جانب قانون إلغاء العبودية لعام 1833، الذي ألغى العبودية في الإمبراطورية البريطانية.

## أشكال العبودية

### المُدانون
عومل العديد من المُدانين المُرحّلين إلى المستعمرات الجزائية الأسترالية على أنهم عمالٌ عبيد. كتب ويليام هيل، ضابط على متن الأسطول الثاني، إن «تجارة الرقيق تُعتبر رحيمةً مقارنةً بما شاهدته في هذا الأسطول]..[ كان كلما زاد عدد الذين يمسكون بهم من هؤلاء الأشقياء التعساء، ازداد عدد المؤن التي يتوجب عليهم التخلص منها في الأسواق الأجنبية، وبالتالي يموتون في وقت أبكر أثناء الرحلة، ويتمكنون من سحب مخصصات المتوفّين لأنفسهم». بمجرد وصول المُدانين إلى أستراليا، كانوا يخضعون لنظام «الخدمة المُخصصة»، والتي من خلالها كانوا يؤجَّرون لمواطنين عاديين ويوضعون تحت خدمتهم بشكل كامل، ويُجبرون غالبًا على العمل في عصابات متسلسلة (مجموعة من السجناء المربوطين معًا بالأغلال). كان عدم رغبة مالكي الأراضي بالتخلي عن هذا المصدر الرخيص للعمال سببًا رئيسيًا في استمرار الترحيل الجنائي (ترحيل المحكومين) لفترة طويلة، خاصةً في أرض فان ديمن حيث استمرت «الخدمة المخصصة» بالانتشار على نطاق واسع في خمسينيات القرن التاسع عشر.

### العمال (الحمّالون)
مع اقتراب توقف ترحيل المُدانين إلى نيو ساوث ويلز بحلول أواخر ثلاثينيات القرن التاسع عشر، طلب المستعمرون شكلًا بديلًا رخيصًا من العمالة. في عام 1837، حددت لجنة الهجرة إمكانية استيراد العمال من الهند والصين ليكون حلًا لذلك. نظم جون مكاي، مالك المزارع النيلية في البنغال ومصنع تقطير في سيدني، استيراد 42 عامل من الهند، وصلوا في 24 ديسمبر 1837 على متن سفينة بيرت بروكتور. كانت هذه أول عملية ترحيل كبيرة للعمال إلى أستراليا، واستأجر مكاي معظمهم ليعملوا حرسًا في أرض جون لورد أندربانك الواقعة شمال دونغوغ. شملت عقود العمل تأمين عقد عمل إلى جانب الطعام واللباس والأجر والمأوى لمدة خمس أو ست سنوات، لكن العديد منهم هربوا بسبب عدم تلبية هذه الشروط. تعرّض العمال أيضًا إلى الإهانة والاستعباد والاختطاف.
أخّرت تحقيقات الحكومة استيراد المزيد من العاملين، لكن في عام 1842، أسس عدد من المستعمرين، من بينهم ويليام وينتوورث وجوردن سانديمان، شركةً لاستيراد العمال للضغط على الحكومة الاستعمارية لتسمح باستيراد عدد أكبر. في السنة التالية، استورد الرائد جي. إف. ديفيدسون 30 عاملًا هنديًا إلى ميلبورن، ونظم ساندمان وفيليب فريل في عام 1844 شحنة سفينة مؤلفة من 30 هندي، أُرسل معظمهم للعمل في ملكياتهم الخاصة في وادي لوكير. نظم وينتوورث وروبرت تاونز في عام 1846، شحنة سفينة من 56 عاملًا هنديًا وصلوا في حالة جوع شديد. ذهب هؤلاء العمال إما للعمل ممتلكات وينتوورث الريفية مثل بيربرغيت على نهر ناموى أو عملوا خدمًا في قصر فوكلوز. استُؤجر بعضهم في مُلكيات غليندون التابعة لشركة هلينوس سكوت في وادي هنتر. تعرض العديد من هؤلاء العمال للضرب، ولم تُدفع أجورهم، وتُركوا دون غذاء أو لباس ومات بعضهم بسبب ضربة شمس أو بسبب الهجمات عليهم. كان أولئك الذين يحتجون على ظروفهم على أنها انتهاك للعقد يُسجنون على الأغلب.
أُوقفت عمليات ترحيل العمال الهنود إلى حد كبير بعد ذلك لكن أول شحنة مؤلفة من 150 عامل صيني وصلت إلى ميلبورن في عام 1847 على متن سفينة أديلايد، ووصل 31 آخرون إلى بيرث بعد عام من ذلك. وفي نهاية عام 1848، أحضر نيمرود وفيليب لاينغ 420 عاملًا آخر إلى منطقة بورت فيليب، معظمهم صينيون. تم التخلي عن العديد من هؤلاء العمال، أو هلكوا في الأدغال، أو سُجنوا أو عُثر عليهم يتجولون في شوارع ميلبورن بدون طعام أو ملجأ. شُحن نحو 1500 عامل صيني إلى أستراليا حتى نهاية عام 1854 من خلال روبرت تاونز وجوردن ساندمان اللذان كانا من جديد المنظمان الرئيسيان للعملية التجارية. وقعت عدد من الفضائح التي سببت تشكيل لجنة حكومية مختصة للتحقيق في استيراد العمال الآسيويين. كشف التحقيق أن 70 عاملًا ماتوا على متن سفينة جينرال بالمر خلال الرحلة من أموي إلى سيدني ومات آخرون بسبب المرض ما إن وصلوا أستراليا. لم يكن هناك مراسي، أو أغطية للأسرة، أو مرافق طبية أو مراحيض متوفرة على متن السفينة وشكلت عمليات الاختطاف جزءًا كبيرًا من التجنيد. سببت الظروف السيئة على متن سفينة سبارتن، التي استأجرها روبرت تاونز، حدوث تمرد للعمال ضد طاقم السفينة. قُتل الضابط الثاني وعشرة صينيين قبل أن يتمكن القبطان من استعادة السيطرة. وصل إلى أستراليا 180 عاملًا كانوا يركبون سفينة سبارتن من أصل نحو 250. أنهت هذه الأحداث إلى جانب الكوارث المتزامنة معها من تجارة العمال الصينيين في كوبا وبيرو، ترحيل العمال الآسيويين إلى أستراليا بحلول عام 1855. منذ عام 1858، ارتفعت معدلات الهجرة الصينية إلى أستراليا بسبب حمى الذهب، لكن ذلك كان في معظمه سفرًا طوعيًا.